# 純潔悖論
《純潔悖論》（純潔パラドックス）是日本聲優及歌手水樹奈奈第25張單曲。在2011年8月3日由King Records MM製作部發售，商品番號KICM-1353。

## 单曲解说
前作POP MASTER约4个月以后的新单曲，2011年的第三张作品。水樹自己自2002年以来第9年在同一年发行三张以上的单曲作品。收录曲数是自第19张单曲深愛」以来首次收录了3曲。
主打曲纯洁悖论是电视动画《BLOOD-C》的片尾曲、C/W曲7COLORS是世界ふしぎ発見7月至9月的片尾曲。自身单曲的主打曲成为电视动画的主題歌是自第23张单曲SCARLET KNIGHT以来的第二次。
台壓版本由台灣金牌大風於同年8月17號發行，並於特定店家購買時附贈海報，並於當週獲得G MUSIC東洋榜第13名，於台灣方面較上兩張單曲SCARLET KNIGHT、POP MASTER下降約8個名次。
於8月1日首次於音樂節目Coming Soon!!上演唱，並在8月7日在MUSIC JAPEN上演唱。

### 主要记录
2011年8月15日的Oricon周间第3位，第18张单曲Trickster以来连续第8张单曲进入同一排行榜的TOP3，通算是14张作品连续第15次进入TOP10。声优个人单曲连续15次进入TOP10是自林原惠（Plenty of grit）以来史上第2人。发售日当天初动超过3万张，首周初动推定超过6.7万张，年度累计超过7.3万张。

## 收錄曲
1. 純潔パラドックス 
  - TBS・MBS系列放送動畫 「BLOOD-C 」 片尾曲

作詞:水樹奈々、作曲:吉木繪里子、編曲:陶山隼(Elements Garden)
2. 7COLORS
  - TBSテレビ 「世界・ふしぎ発見!」主題歌

作詞・作曲：サイトウヨシヒロ、編曲：古川貴浩
3. Stay Gold 
  - TOKYO FM『水樹奈々のMの世界』 主題歌

作詞・作曲：KOUTAPAI、編曲：藤田淳平（Elements Garden）